# 霍伊比
霍伊比（丹麥語：Højby），丹麥西蘭島上的一座城鎮，奧斯海勒茲市鎮的行政中心。